# Bahnstrecke Stargard–Godków
| Streckennummer: | PKP 411 |                                            |                                            |
| Kursbuchstrecke: | 116 (Stargard (Stargard [Pomm]) – Pyrzyce (Pyritz) 1934) 116b (Pyrzyce (Pyritz) – Godków (Jädickendorf) 1934) DR 116a, 116e (1940) |                                            |                                            |
| Streckenlänge: | 92,340 km |                                            |                                            |
| Spurweite: | 1435 mm (Normalspur) |                                            |                                            |
| Streckengeschwindigkeit: | 50 km/h |                                            |                                            |
| | |                                            |                                            |
| \| \| \| von Szczecin \| \| \| \| 0,000 \| Stargard (Stargard [Pomm]) \| Stargard (Stargard [Pomm]) \| \| \| \| nach Gdańsk \| \| \| \| \| nach Poznań \| \| \| \| 2,535 \| Stargard Szczeciński Osiedle \| Stargard Szczeciński Osiedle \| \| \| 5,784 \| Stargard Szczeciński Kluczewo (Klützow) \| Stargard Szczeciński Kluczewo (Klützow) \| \| \| 10,250 \| Warnice Dębica (Warnitz-Damnitz) \| Warnice Dębica (Warnitz-Damnitz) \| \| \| 14,596 \| Obryta (Groß Schönfeld) \| Obryta (Groß Schönfeld) \| \| \| 15,800 \| Czernice (Sehmsdorf) \| Czernice (Sehmsdorf) \| \| \| 18,900 \| Okunica (Friedrichsthal [Pommern]) \| Okunica (Friedrichsthal [Pommern]) \| \| \| 20,600 \| Ryszewo (Groß Rischow) \| Ryszewo (Groß Rischow) \| \| \| \| von Płońsko Pyrzyckie \| \| \| \| 24,992 \| Pyrzyce (Pyritz) \| Pyrzyce (Pyritz) \| \| \| \| nach Chwarstnica-Gryfino \| \| \| \| \| nach Głazów \| \| \| \| 31,338 \| Kozielice (Köselitz) \| Kozielice (Köselitz) \| \| \| 36,018 \| Trzebórz (Eichelshagen) \| Trzebórz (Eichelshagen) \| \| \| 39,320 \| Tetyń (Beyersdorf [Pomm]) \| Tetyń (Beyersdorf [Pomm]) \| \| \| 45,648 \| Kierzków (Kerkow) \| Kierzków (Kerkow) \| \| \| 48,879 \| Rów (Rufen) \| Rów (Rufen) \| \| \| 52,385 \| Góralice (Görlsdorf) \| Góralice (Görlsdorf) \| \| \| 56,332 \| Trzcińsko Zdrój (Bad Schönfließ [Neumark]) \| Trzcińsko Zdrój (Bad Schönfließ [Neumark]) \| \| \| 61,619 \| Rosnowo Chojenski (Rohrbeck (Neumark)) \| Rosnowo Chojenski (Rohrbeck (Neumark)) \| \| \| 65,486 \| Brwice (Blankenfelde [Neumark]) \| Brwice (Blankenfelde [Neumark]) \| \| \| 68,911 \| Jelenin (Gellen) \| Jelenin (Gellen) \| \| \| \| von Szczecin \| \| \| \| 71,917 \| Godków (Jädickendorf) \| Godków (Jädickendorf) \| \| \| \| nach Wrocław \| \| \| \| \| nach Wriezen \| \| | |                                            |                                            |
| Strecke | | von Szczecin                               | von Szczecin                               |
| Bahnhof | 0,000 | Stargard (Stargard [Pomm])                 | Stargard (Stargard [Pomm])                 |
| Abzweig geradeaus und nach links | | nach Gdańsk                                | nach Gdańsk                                |
| Abzweig ehemals geradeaus und nach links | | nach Poznań                                | nach Poznań                                |
| Haltepunkt / Haltestelle (Strecke außer Betrieb) | 2,535 | Stargard Szczeciński Osiedle               | Stargard Szczeciński Osiedle               |
| Bahnhof (Strecke außer Betrieb) | 5,784 | Stargard Szczeciński Kluczewo (Klützow)    | Stargard Szczeciński Kluczewo (Klützow)    |
| Bahnhof (Strecke außer Betrieb) | 10,250 | Warnice Dębica (Warnitz-Damnitz)           | Warnice Dębica (Warnitz-Damnitz)           |
| Bahnhof (Strecke außer Betrieb) | 14,596 | Obryta (Groß Schönfeld)                    | Obryta (Groß Schönfeld)                    |
| Haltepunkt / Haltestelle (Strecke außer Betrieb) | 15,800 | Czernice (Sehmsdorf)                       | Czernice (Sehmsdorf)                       |
| Bahnhof (Strecke außer Betrieb) | 18,900 | Okunica (Friedrichsthal [Pommern])         | Okunica (Friedrichsthal [Pommern])         |
| Haltepunkt / Haltestelle (Strecke außer Betrieb) | 20,600 | Ryszewo (Groß Rischow)                     | Ryszewo (Groß Rischow)                     |
| Abzweig geradeaus und von links (Strecke außer Betrieb) | | von Płońsko Pyrzyckie                      | von Płońsko Pyrzyckie                      |
| Bahnhof (Strecke außer Betrieb) | 24,992 | Pyrzyce (Pyritz)                           | Pyrzyce (Pyritz)                           |
| Abzweig geradeaus und nach rechts (Strecke außer Betrieb) | | nach Chwarstnica-Gryfino                   | nach Chwarstnica-Gryfino                   |
| Abzweig geradeaus und nach links (Strecke außer Betrieb) | | nach Głazów                                | nach Głazów                                |
| Bahnhof (Strecke außer Betrieb) | 31,338 | Kozielice (Köselitz)                       | Kozielice (Köselitz)                       |
| Bahnhof (Strecke außer Betrieb) | 36,018 | Trzebórz (Eichelshagen)                    | Trzebórz (Eichelshagen)                    |
| Bahnhof (Strecke außer Betrieb) | 39,320 | Tetyń (Beyersdorf [Pomm])                  | Tetyń (Beyersdorf [Pomm])                  |
| Bahnhof (Strecke außer Betrieb) | 45,648 | Kierzków (Kerkow)                          | Kierzków (Kerkow)                          |
| Bahnhof (Strecke außer Betrieb) | 48,879 | Rów (Rufen)                                | Rów (Rufen)                                |
| Bahnhof (Strecke außer Betrieb) | 52,385 | Góralice (Görlsdorf)                       | Góralice (Görlsdorf)                       |
| Bahnhof (Strecke außer Betrieb) | 56,332 | Trzcińsko Zdrój (Bad Schönfließ [Neumark]) | Trzcińsko Zdrój (Bad Schönfließ [Neumark]) |
| Bahnhof (Strecke außer Betrieb) | 61,619 | Rosnowo Chojenski (Rohrbeck (Neumark))     | Rosnowo Chojenski (Rohrbeck (Neumark))     |
| Bahnhof (Strecke außer Betrieb) | 65,486 | Brwice (Blankenfelde [Neumark])            | Brwice (Blankenfelde [Neumark])            |
| Bahnhof (Strecke außer Betrieb) | 68,911 | Jelenin (Gellen)                           | Jelenin (Gellen)                           |
| Abzweig ehemals geradeaus und von rechts | | von Szczecin                               | von Szczecin                               |
| Bahnhof | 71,917 | Godków (Jädickendorf)                      | Godków (Jädickendorf)                      |
| Abzweig ehemals geradeaus und nach links | | nach Wrocław                               | nach Wrocław                               |
| Strecke (außer Betrieb) | | nach Wriezen                               | nach Wriezen                               |

Die Bahnstrecke Stargard–Godków (Stargard [Pommern]–Jädickendorf) ist eine Bahnlinie der Polnischen Staatsbahn (PKP) und verläuft in der westlichen Woiwodschaft Westpommern.

## Verlauf
Die Strecke verläuft von nordöstlicher in südwestliche Richtung und verbindet auf einer Strecke von 72 Kilometern die pommerschen Städte Stargard und Pyrzyce (Pyritz) mit Godków an der Bahnstrecke Wrocław–Szczecin.
Dabei durchzieht sie die heutigen Kreise Stargard (Stargard), Pyrzyce (Pyritz), Myślibórz (Soldin) und Gryfino (Greifenhagen). Diese entsprechen den ehemaligen deutschen Kreise Stargard, Pyritz, Soldin und Königsberg (Neumark).

## Geschichte
Bis 1945 handelte es sich um Abschnitte zweier Bahnstrecken der Deutschen Reichsbahn (DR).
Am 30. April 1882 eröffnete die Stargard-Cüstriner Eisenbahn-Gesellschaft den Streckenabschnitt von Stargard nach Pyritz, später fortgeführt bis Küstrin (Kostrzyn nad Odrą). Er bildete den Anschluss an die beiden bereits vorhandenen Strecken der Berlin-Stettiner Eisenbahn-Gesellschaft (seit 1846 von Stettin) und der Stargard-Posener Eisenbahn, die sie nach Posen fortführte, sowie der Hinterpommerschen Eisenbahn – seit 1859 nach Köslin (Koszalin), später bis Danzig (Gdańsk) fortgeführt.
Der Abschnitt zwischen Pyritz und Jädickendorf wurde am 8. Januar 1899 eröffnet.
1945 kam das Gebiet zu Polen; die Strecke wurde fortan von der Polnischen Staatsbahn betrieben.
Die Bahnstrecke von Stargard nach Godków ist von den PKP in ihrem Verlauf zusammengestellt worden.
Am 30. Mai 1992 wurde der Abschnitt Pyrzyce–Godków für den Gesamtverkehr außer Betrieb gestellt; zwischen Stargard Szczeciński und Pyrzyce kam der Personenverkehr am 1. April 2004 zum Stillstand. Der Güterverkehr auf dem Abschnitt zwischen Pyrzyce und Kozielice wurde am 22. Januar 2008 wieder aufgenommen, so dass die Strecke zwischen Kozielice und Stargard Szczeciński für den Güterverkehr wieder in Betrieb war. Er wurde spätestens 2014 wieder eingestellt, die Strecke ist unbefahrbar.